# Nilgiriflugsnappare
Nilgiriflugsnappare (Eumyias albicaudatus) är en fågel i familjen flugsnappare inom ordningen tättingar. Den förekommer endast i södra Indien.

## Utseende
Nilgiriflugsnapparen är en medelstor (15 cm), långstjärtad flugsnappare. Båda könen har inslag av vitt vid stjärtroten och suddiga vitaktiga kanter på de blågrå undre stjärttäckarna. Hanen är nästan helt djupt indigoblå, med blågrå buk, svart tygel och mer gnistrande blå på pannan och i ögonbrynsstrecket. Honan är mer blågrå, på undersidan ljusare. Ungfågeln är beigefläckad ovan och har svartaktig fjällning på vit botten på undersidan.

## Utbredning och systematik
Fågeln förekommer enbart i sydvästra Indien, från södra Mysuru till Kerala, i skogar i bergig terräng. Den behandlas som monotypisk, det vill säga att den inte delas in i några underarter.

## Status och hot
Arten har ett rätt stort utbredningsområde och en stor population, men tros minska i antal, dock inte tillräckligt kraftigt för att den ska betraktas som hotad. Internationella naturvårdsunionen IUCN kategoriserar därför arten som livskraftig (LC).

## Namn
Nilgiri är namnet på en bergskedja i sydvästra Indien.

## Bilder

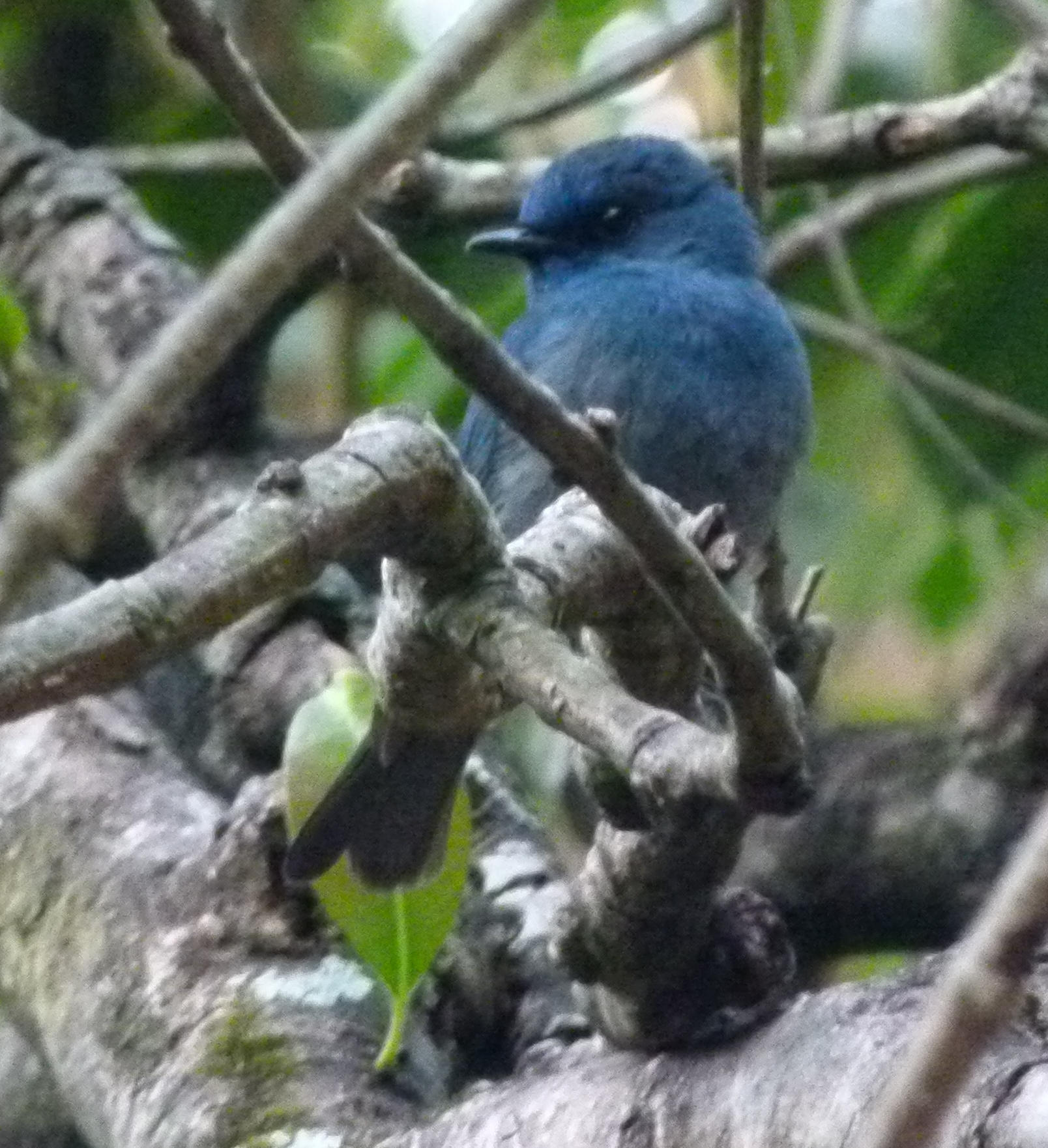
En nilgiriflugsnappare nära Kundah i indiska distriktet Nilgiri
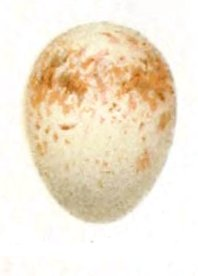
Ett ägg från en nilgiriflugsnappare.
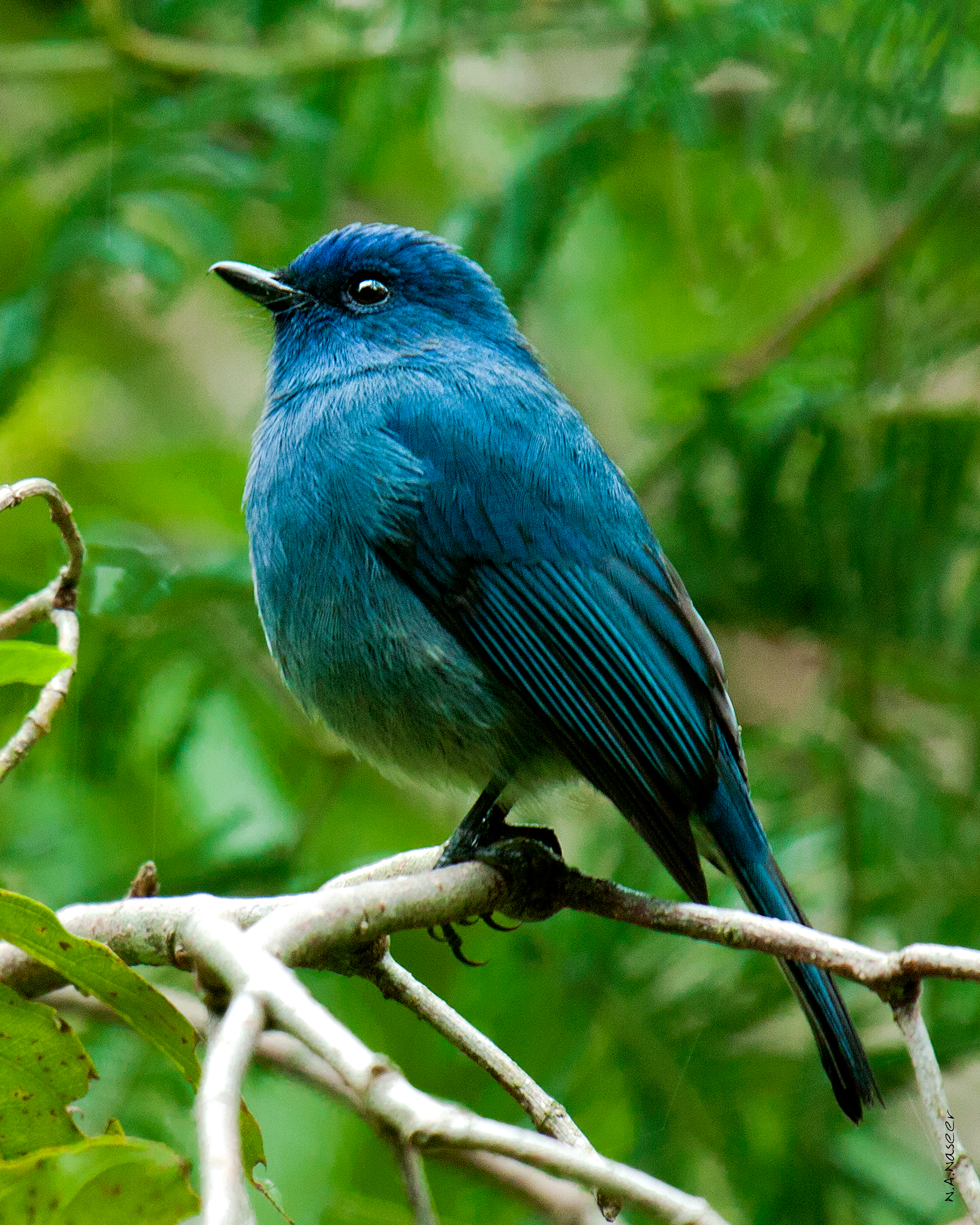